# BGI Group
BGI Group, abans Beijing Genomics Institute, és una empresa xinesa de genòmica amb seu a Yantian, Shenzhen. L'empresa es va formar originalment el 1999 com a centre d'investigació genètica per participar en el Projecte Genoma Humà. També seqüència els genomes d'altres animals, plantes i microorganismes.
BGI s'ha transformat d'un petit institut d'investigació, destacat per la descodificació de l'ADN dels pandes i les plantes d'arròs, en una empresa diversificada activa en la clonació d'animals, proves de salut i investigació per contracte. La investigació anterior de BGI va ser continuada per l'Institut de Genòmica de Beijing. BGI Research, la divisió sense ànim de lucre del grup, treballa amb l'Institut de Genòmica i opera el China National GeneBank sota un contracte amb el govern xinès. BGI Genomics, una filial, va començar a cotitzar a la borsa de Shenzhen el 2017. L'empresa compta amb el suport de diversos fons d'orientació del govern de la Xina i empreses estatals xineses.
A partir del 2021, van sortir a la llum detalls sobre múltiples controvèrsies que involucraven el Grup BGI. Aquestes controvèrsies inclouen la suposada col·laboració amb l'Exèrcit Popular d'Alliberament (PLA) i l'ús de dades genètiques de proves prenatals. BGI va negar que comparteixi dades de genètica prenatal amb el PLA.